# Garrina tecpana
Garrina tecpana är en mångfotingart som beskrevs av Chamberlin 1944. Garrina tecpana ingår i släktet Garrina och familjen storjordkrypare.
Artens utbredningsområde är Guatemala. Inga underarter finns listade i Catalogue of Life.